# ナチュールスパ宝塚
ナチュールスパ宝塚（ナチュールスパたからづか）は、兵庫県宝塚市が設置した公設民営型温泉健康施設（日帰り入浴施設）である。

## 概要
宝来橋の近くに位置する。建物は建築家の安藤忠雄が設計し、2002年に開業した。名誉館長は、宝塚歌劇団卒業生の平みちである。現在、指定管理者が管理している。
金宝泉と銀宝泉の2種類があり、疲労回復、神経痛および筋肉痛改善、新陳代謝向上などに効果がある。泉温は21.8℃、泉質は含弱放射能・ナトリウム塩化物冷鉱泉である。

## 施設設置目的
出典:

## 歴史

### 施設整備の経緯
当施設の周辺の宝塚温泉は、鎌倉時代より伝わる温泉であり、明治時代に温泉場として本格的に開湯した。その後、1970年には、約50の旅館が立ち並び、年間130万人が訪れていた。
しかし、鉄道網の整備が進み、それまで顧客の中心となっていた京阪神間の利用者がは遠方に流れ、旅館は衰退し、泉源の湯量にも少なからず影響を受けた。そのため、市は、「温泉のまち」を復活させようと新たな泉源の開発を目指して掘削に着手し、市制40周年の記念として新泉源を活用した温泉施設の建設を企画したものの阪神・淡路大震災により事業の凍結を余儀なくされた。また、大震災により、宿泊施設の閉館が相次ぎ、現在では宝塚温泉としての宿泊施設は2施設まで減少している。

### 開業後
温泉開発事業の凍結の後、2002年に前身の「クリスタルスパリゾート宝塚温泉」を開業したが、運営した第三セクターは業績不振で2003年に経営破綻した。2004年からは指定管理者制度を導入したが、スーパー銭湯ブームが逆風になり、2年間で数千万円の赤字を出した。2006年からは「健康増進」に加え、「美容」「フィットネス」といった多様性を取り入れ、経営は盛り返してきていた。
しかし、市は維持負担が重いとして、市は早ければ2024年7月にも事業を断念することも視野に入れ、民間事業者に建物を譲渡することを目指す三つの案を打ち出した。利用者数は低迷し、事業収支は2019年が600万円の赤字、2020年は210万円の赤字となり、新型コロナウイルス感染拡大の影響により臨時休館も余儀なくされた。今後30年かけて温泉事業を続けた場合、維持管理費は16億円を超えると試算され、事業者への譲渡は避けられないと判断された。2024年、市は2026年6月末まで現行のまま事業を継続することを決定した。

### 沿革
- 2002年（平成14年）1月30日 - 「クリスタルスパリゾート」という名称で開館。 第三セクターの宝塚温泉株式会社が経営する温泉施設であった。
- 2003年（平成15年）6月29日 - 経営が破綻。閉館に追い込まれる。
- 2004年（平成16年）9月29日 - 「ナチュールスパ宝塚」と名称を変更し、公設民営型施設としてリニューアルオープン。
- 2006年（平成18年）2月14日 - 改装リニューアルオープン。
- 2015年 - 地下1階にトライアクシスナチュールスパ宝塚がオープン[5]。

## 利用状況
| 年     | 利用者数 |
| ------ | -------- |
| 2016年 | 163,909  |
| 2017年 | 178,804  |
| 2018年 | 188,728  |
| 2019年 | 177,368  |
| 2020年 | 115,366  |

| 地域                       | 利用者数 |
| -------------------------- | -------- |
| 宝塚市内                   | 122,136  |
| 近隣市（西宮・川西・伊丹） | 23,583   |
| 兵庫県内                   | 6,176    |
| 兵庫県外                   | 25,312   |
| 海外                       | 161      |
| 合計                       | 177,368  |

2015年7月から、現在の指定管理者による運営となり、利用者を伸ばしている。これは入浴サービスの提供だけではなく、指定管理者がサービスを拡大（フィットネス併設による会員制の導入）した成果と考えられている。
男女比では、男性42％、女性58%となっている。時間帯別では、午前が9時から10時台、午後は18時から19時台に利用者が集中する傾向にある。また、市民の利用が約70％を占めている。
現在の指定管理者となってから会員制を導入しており、会員による利用が全体の78％を占め、温泉のみの都度利用が16％、岩盤浴2％、エステが3％となっている。

## 料金
- 一般女性: 1,040円
- 一般男性: 840円
- 高齢者(65歳以上): 730円
- 障がい者: 730円(手帳提示)
- 小学生: 530円
- 未就学児: 無料

## アクセス
- 阪急宝塚駅 徒歩3分
- JR宝塚駅 徒歩4分
- 中国自動車道・宝塚ICより5分

## 参考資料
- 産業文化部宝のまち創造室観光企画課 (2021-7-29), 市立温泉利用施設の今後の方向性について, 兵庫県宝塚市 2023年11月29日閲覧。